# Stafetbog
Stafetbog, en bog (oftest skønlitterær), som placeres i det offentlige rum med besked om, at den må tages med og læses med det forbehold, at den efter læsning skal placeres i det offentlige rum igen, sådan at andre kan få glæde af den. Fænomenet er på linje med BookCrossing, bogbørs og andre offentlige bogreoler.
| Bog | Spire Denne artikel om bøger og tidsskrifter er en spire som bør udbygges. Du er velkommen til at hjælpe Wikipedia ved at udvide den. |